# Earl Poulett

Wappen der Earls Poulett

Earl Poulett war ein erblicher britischer Adelstitel in der Peerage of England.
Familiensitz der Earls war bis in die 1930er Jahre Hinton House in Hinton Saint George, Somerset.

## Verleihung und nachgeordnete Titel
Der Titel wurde am 24. Dezember 1706 für John Poulett, 4. Baron Poulett geschaffen. Zusammen mit der Earlswürde wurde ihm der nachgeordnete Titel Viscount Hinton, of Hinton St. George in the County of Somerset, verliehen. Bereits 1679 hatte er von seinem Vater den fortan ebenfalls nachgeordneten Titel Baron Poulett, of Hinton St. George in the County of Somerset, geerbt, der am 23. Juni 1627 durch Letters Patent seinem Urgroßvater John Poulett verliehen worden war.

## Hintergrund
Die Familie Poulett stammte von Sir Anthony Paulet († 1600) ab, der als Gouverneur von Jersey und als Captain der Wache Königin Elisabeths I. diente. Entferntere Zweige der Familie finden sich unter den Schreibweisen Paulet und Powlett, von denen manche als Duke of Bolton, Marquess of Winchester oder Duke of Cleveland Bekanntheit erlangten.
Sir Anthony Paulets ältester Sohn John Poulett war Abgeordneter im House of Commons für Somerset und Lyme Regis im House of Commons. Im Jahre 1627 wurde dieser in der Peerage of England zum Baron Poulett erhoben. Lord Poulett war später im Englischen Bürgerkrieg auf der Seite der Royalisten.
Ihm folgte sein Sohn als 2. Baron. Zuvor war er Abgeordneter für Stamford im Parlament. Im Bürgerkrieg war er Offizier in der königlichen Armee.
Sein Sohn, der 3. Baron, repräsentierte ebenfalls Somerset im Parlament und diente als Lord-Lieutenant of Dorset. Ihm folgte sein Sohn als 4. Baron. Er war Commissioner für den Unionsvertrag mit Schottland. 1706 wurde er hierfür zum Viscount Hinton und Earl Poulett in der Peerage of England erhoben. Er wurde auch First Lord of the Treasury und Lord Steward of the Household.
Nach seinem Tod gingen die Titel an seinen ältesten Sohn als 2. Earl. Dieser war bereits zu Lebzeiten seines Vaters am 17. Januar 1734 mit einem Writ of Acceleration ins House of Lords berufen worden und hatte dadurch vorzeitig den Titel 5. Baron Poulett geerbt. Später wurde er Lord-Lieutenant of Somerset. Er starb unverheiratet und sein Bruder folgte ihn als dritter Earl. Dieser war zuvor der Abgeordnete für Bridgwater im Parlament und war Lord-Lieutenant of Devon.
Ihm folgte sein dritter Sohn als vierter Earl. Dieser war auch Lord-Lieutenant of Somerset. Ihm wiederum folgte sein ältester Sohn als fünfter Earl.
Da alle Söhne des 5. Earl vor ihrem Vater starben folgte sein Neffe William Poulett als 6. Earl. Dieser war der dritte Sohn des zweiten Sohnes des vierten Earl. Er war als Rennpferdebesitzer im Hindernisreiten sehr aktiv.
1899 folgte ihm sein Sohn aus dritter Ehe als 7. Earl. Dieser war Captain der Royal Horse Artillery im Ersten Weltkrieg und starb 1918 an der Grippe. Ihm folgte sein einziger Sohn als 8. Earl. Dieser wurde von seiner Mutter, einer ehemaligen Schauspielerin aufgezogen und wurde in Eton als Eisenbahningenieur ausgebildet. Obwohl dreimal verheiratet starb dieser kinderlos am 1. März 1973 und alle seine Titel erloschen.

## Nachfolgestreit
Nachdem der 6. Earl gestorben war, kam es zum Streit über seine Nachfolge. 1903 erhob William Turnour Thomas Poulett Klage beim Committee for Privileges des House of Lords, dass ihm, und nicht dem Sohn aus der dritten Ehe des 6. Earls, William John Lydston Poulett (* 1883), die Adelstitel zustünden. Der Kläger war 1849 von der ersten Ehefrau des 6. Earls, Elizabeth Lavinia Newman, sechs Montage nach der Eheschließung, ehelich geboren worden. Allerdings bestand Grund zu der Annahme, dass er nicht vom 6. Earl gezeugt worden war. Spätestens nachdem dem 6. Earl 1883 in dritter Ehe mit William John Lydston Poulett ein weiterer ehelicher Sohn geboren worden war, hatte er William Turnour Thomas Poulett enterbt. Das Committee for Privileges entschied am 3. Juli 1905 abschlägig und erklärte den Kläger als nicht erbberechtigten, illegitimen Sohn. Das House of Lords schuf damit eine Ausnahme vom Rechtsgrundsatz pater est quem nuptiae demonstrant (Der Ehemann der Mutter ist der Vater jeden Kindes, welches in der Ehe geboren wird).

## Liste der Barone und Earls Poulett

### Barone Poulett (1627)
- John Poulett, 1. Baron Poulett (1586–1649)
- John Poulett, 2. Baron Poulett (1615–1665)
- John Poulett, 3. Baron Poulett (1641–1679)
- John Poulett, 4. Baron Poulett (1663–1743) (1706 zum Earl Poulett erhoben)

### Earls Poulett (1706)
- John Poulett, 1. Earl Poulett (1663–1743)
- John Poulett, 2, Earl Poulett (1708–1764)
- Vere Poulett, 3. Earl Poulett (1710–1788)
- John Poulett, 4. Earl Poulett (1756–1819)
- John Poulett, 5. Earl Poulett (1783–1864)
- William Poulett, 6. Earl Poulett (1827–1899)
- William Poulett, 7. Earl Poulett (1883–1918)
- George Poulett, 8. Earl Poulett (1909–1973)